# Killing & Sohn

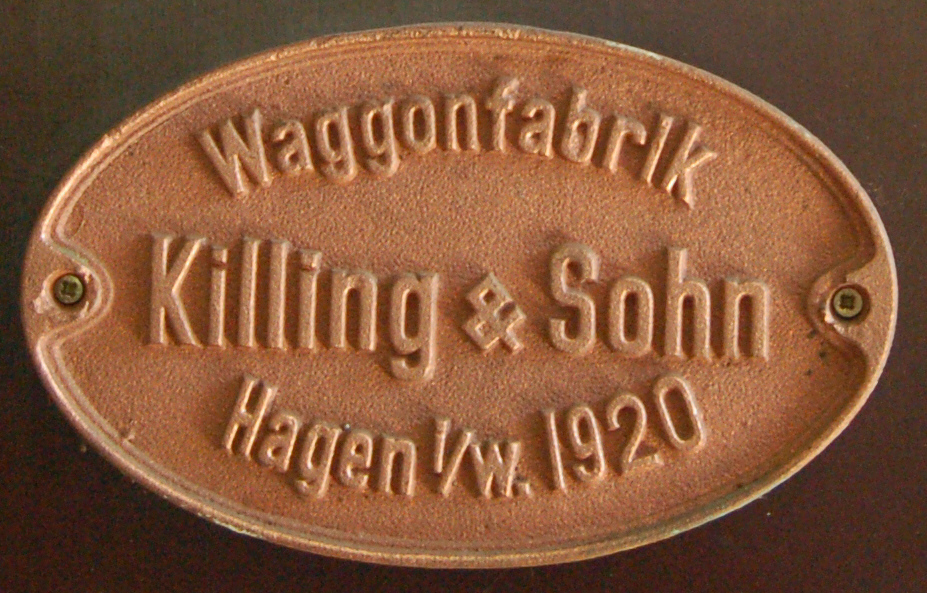
Firmenplakette der Fa. Killing & Sohn von 1920

Killing & Sohn war ein Maschinenbauunternehmen mit Standort in Hagen in Westfalen. Es ging aus der 1858 von Caspar Diedrich Killing und dessen Schwiegersohn Bernhard Diedrich Rath begründeten Firma Killing & Rath hervor.

## Geschichte
In den Anfangsjahren des Unternehmens wurden Ambosse geschmiedet. Dann kam die Fertigung von Nägeln, Schrauben und anderen Eisenteilen hinzu. Die Produktpalette wurde 1865 um die Fertigung von eisernen Geschützlafetten und sonstigem Artilleriebedarf für das Kriegsministerium erweitert. Im Jahr 1868 begann man dann mit der Fertigung von Waggonbeschlagteilen und fertigen Waggons, welche auch ins Ausland geliefert wurden. Im März 1870 trat Bernhard Dietrich Rath aus dem Unternehmen aus, welches in der Folge Caspar Diedr. Killing zusammen mit seinem Sohn Friedrich Killing unter dem Namen Killing & Sohn weiterführte.
Am 1. Januar 1873 wurde das Unternehmen in eine Aktien-Gesellschaft unter der Firma Westfalia, Waggonfabrik auf Aktien, umgewandelt. Der durch den Börsenkrach von 1873 verursachte Zusammenbruch des Bankhauses, bei dem die Aktien der inzwischen in eine Aktiengesellschaft umgewandelten Firma deponiert waren, trieb das Unternehmen jedoch in den Konkurs. Es gelang allerdings Vater und Sohn Killing die Firma aus der Konkursmasse zurückzukaufen – mit dem inzwischen von dem Sohn Friedrich erheiratete Vermögen. Die Vorbesitzer übernahmen das Werk wieder und führten es weiter.
Zu Beginn der 1880er-Jahre wandte man sich verstärkt dem Bau von Personenwagen zu. Nach dem Tod des Seniors C. D. Killing im Jahre 1888 ging der alleinige Besitz des Unternehmens auf den Sohn, Friedrich Killing, über. Dieser stärkte durch umfangreichen Grunderwerb und Neubauten die Leistungsfähigkeit des Unternehmens in bedeutendem Maße. Darüber hinaus erreichte man durch die Produktion fast aller benötigten Eisenteile im eigenen Werk – nur die Achsbüchsen sowie die Federn wurden zugekauft – eine hohe Fertigungstiefe und eine gute Auslastung. So stieg die Zahl der Arbeitnehmer von 150 im Jahre 1880 bis auf 650 im Jahre 1910. Die gesamte Fertigungskapazität im Waggonbau belief sich 1910 auf ca. 250 Personen- und 2500 Güterwagen im Jahr.
Nach dem Tod von Friedrich Killing (15. Februar 1900) übernahmen dessen älteste Söhne, Hugo und Erich Killing, das Unternehmen.
1927 wurde Killing & Sohn zusammen mit dem Düsseldorfer Eisenbahnbedarf (vormals Carl Weyer & Co.) unter Mitwirkung der Deutsche Bank AG von dem Waggonbauunternehmen Van der Zypen & Charlier, Köln, übernommen und man firmierte fortan als Vereinigte Westdeutsche Waggonfabriken AG (Westwaggon). 1928 kam noch die Waggonfabrik der Gebrüder Gastell in Mainz-Mombach hinzu. Aus Rationalisierungsgründen wurden dann die Produktionsanlagen in Hagen und Düsseldorf geschlossen und Westwaggon produzierte fortan nur noch in Köln und Mainz.

## Geschäftsfelder
Das Fertigungsspektrum des Unternehmens umfasste folgende Bereiche:
- Abteilung Beschlagteile, Eisenwaren, Zubehör

Die eigentliche Basis der Fertigung des Unternehmens bildete eine Schmiede, in welcher Ambosse hergestellt wurden. In der Folge kam dann die Fertigung von Nägeln, Schrauben und Beschlagteilen hinzu, insbesondere solche für den Bau von Eisenbahnwagen. Dabei wurde schon in den ersten Jahren ein Umsatzvolumen von 50 000 Pfund Eisen mit einem Wert von 25 000 Talern erwirtschaftet. In den 1860er Jahren wurde auch Material für das preußische Kriegsministerium produziert, so z. B. Pionierspaten.
- Abteilung Waggonbau

Hier wurden zuerst alle Arten von Güterwagen sowohl für Normalspur als auch für Schmalspur hergestellt. So verließen alleine in der Zeit zwischen 1. Mai 1871 und 1. Mai 1872 insgesamt 11876 offene und 30 gedeckte Güterwagen das Werk. Ab dem Jahr 1880 kam dann auch der Bau von Personenwagen hinzu, alle überwiegend nach den Normalien der Preußischen Staatseisenbahnen. Ab 1900 spezialisierte man sich auf den Bau von Bierwagen und Kesselwagen sowie auf Personen- und Güterwagen für Kleinbahnen. Bis 1910 wurden so insgesamt ca. 35 000 Wagen der unterschiedlichsten Typen ausgeliefert.

## Produktgalerie
Beispielhaft für die Produkte des Unternehmens werden hier einige Muster gezeigt. Sie entstammen den Büchern Das deutsche Eisenbahnwesen der Gegenwart in der Ausgabe von 1911.

Vierachsiger Abteilwagen BC4 Pr 98a, Blatt D 22
Zweiachsiger Durchgangswagen BCi Pr 05, nach Blatt Ic 4
Waggonbau
Kesselwagen
Kühlwagen
Spezialwagen